# Nya Folkfronten
Nya Folkfronten, även kallad Folkfronten (franska: Nouveau Front Populaire), är en koalition av de största franska vänsterpolitiska partierna. Den lanserades den 10 juni 2024 i samband med parlamentsvalet 2024 i Frankrike och är en allians för att möta regeringspartierna som stöder Emmanuel Macron såväl som extremhögerpartiet Nationell samling.

Alliansen samlar främst La France insoumise, Les Écologistes, Socialistiska partiet och det franska kommunistpartiet, samt Place publique, Génération·s, den republikanska och socialistiska vänstern, det nya antikapitalistiska partiet och den ekosocialistiska vänstern, samtidigt som den arbetar för att mobilisera föreningar, fackföreningar och aktörer från det civila samhället. Koalitionen enas om en fördelning av antalet kandidater och om ett gemensamt politiskt program.

## Bakgrund
I valet till Europaparlamentet 2024 i Frankrike den 9 juni 2024 toppar Nationell samlings lista omröstningen med 31,37 procent av rösterna. Listan Besoin d'Europe som samlar regeringspartierna kommer på andra plats med 14,60 procent av rösterna. Samma kväll meddelar Frankrikes president Emmanuel Macron upplösningen av nationalförsamlingen enligt artikel 12 i konstitutionen, vilket leder till sammankallandet av nytt parlamentsval den 30 juni och den 7 juli 2024.
Efter tillkännagivandet om upplösningen av nationalförsamlingen intervjuas François Ruffin, ledamot i nationalförsamlingen 2017-2024, från Amiens av BFM TV. Han kallar till en « Folkfront » och en « enad vänster » inför risken för en majoritet från extremhögern, främst förkroppsligad av Nationell samling (RN), i nyvalen den 30 juni och 7 juli 2024
Den 10 juni 2024 träffas representanter för partierna Les Ecologistes (EELV), La France insoumise (LFI), det franska kommunistpartiet (PCF), Socialistpartiet (PS), Place publique (PP), Génération·s (G·s) och den republikanska och socialistiska vänstern (GRS) i Les Ecologistes högkvarter i Paris för att "sätta grunderna för en ny folkfront".
På kvällen den 10 juni 2024 tillkännager dem offentligt skapandet av en koalition av franska vänsterpolitiska partier med namnet « Nya Folkfronten » ("Nouveau Front Populaire") för att upprätta ett gemensam valmanifest för att "bryta helt" mot den regerande presidenten Emmanuel Macrons politik och mot extremhögern. Företrädarna för koalitionen bekräftar sedan sin avsikt att endast presentera en kandidat per valkrets i nyvalen. I sitt uttalande efterlyser företrädarna mobiliseringen av föreningar, fackliga krafter och civilsamhället för att bygga fronten.